# Smutsiga protesten
Smutsiga protesten  ägde rum i Mazefängelset i Nordirland 1978. Även i kvinnofängelset Armagh Prison protesterade man. Protesten började som "lakanprotesten" 1976, när Storbritanniens regering slutade ge paramilitära fångar särskild status som krigsfångar eller politiska fångar, vilket de hade erhållit genom provisoriska IRA:s förhandlingar med brittiska regeringen 1972. Protesten eskalerade under 1978 till vad som skulle kallas den smutsiga protesten då fångarna vägrade att duscha och täckte väggarna i cellerna med exkrementer.
I mars 1978 vägrade fångarna att lämna sina celler för att duscha eller gå på toaletten av rädsla för att bli attackerade av vakter. De krävde duschar i cellerna. Kraven godtogs inte. I april 1978 blev det bråk med vakter och fångar i H-block 6. Fångarna togs till isoleringcell. Rykten gick att de blivit misshandlade. Fångarna protesterade genom att förstöra möblerna i sina celler. På grund av att fångarna vägrade lämna sina celler kunde de inte tömma pottan i cellen och de börja smeta ut sina exkrementer på väggarna.
Pat McGeown beskrev i en intervju situationen så här: "There were times when you would vomit. There were times when you were so run down that you would lie for days and not do anything with the maggots crawling all over you. The rain would be coming in the window and you would be lying there with the maggots all over the place."
Vakterna försökte hålla cellerna rena genom att spruta in rengöringsmedel genom fönstren. De tvingade ut fångarna och de skickade också in gummiklädda vakter med ångmaskiner för att rengöra väggarna, men så snart fången kom tillbaka fortsatte protesten. I mitten av 1978 var det 250-300 fångar som protesterade. Den 31 juli 1978 besökte Tomás Ó Fiaich, katolsk ärkebiskop i Armagh, fängelset. Han fördömde fångarnas levnadsförhållanden.
1980 ägde den första hungerstrejken rum, med sju deltagare. Den varade i 53 dagar.
Hela protesten utvecklades så småningom till  Hungerstrejken i Nordirland 1981.